# Бејсајд Гарденс (Орегон)
Бејсајд Гарденс (енгл. Bayside Gardens) насељено је место без административног статуса у америчкој савезној држави Орегон.

## Демографија
По попису из 2010. године број становника је 880.
| Група             | 2000.    | 2010.       |
| Белци             | 0 (0,0%) | 813 (92,4%) |
| Афроамериканци    | 0 (0,0%) | 3 (0,3%)    |
| Азијати           | 0 (0,0%) | 9 (1,0%)    |
| Хиспаноамериканци | 0 (0,0%) | 11 (1,3%)   |
| Укупно            | 0        | 880         |